# Nösnäsvallen
Nösnäsvallen är en fotbolls- och friidrottsarena i Stenungsund i Sverige. Den är hemmaplan för Stenungsunds IF.
Här tränade svenska landslaget under sina uppladdningsläger inför VM 1990 samt EM 2008. Även Brasiliens landslag tränade här inför VM 1958.